# Porphyrinia maraschensis
Porphyrinia maraschensis là một loài bướm đêm trong họ Noctuidae.